# Naděžda Gajerová
Naděžda Gajerová (11. března 1928 Brno – 8. ledna 2017) byla česká herečka, autorka beletrie (též pro děti), autorka operních libret a básnířka.

## Život
Narodila se jako Naděžda Mauerová. Už od dětství hrála v brněnském Státním divadle v představeních pro děti. Za II. světové války pohostinsky vystupovala ve studentském souboru Komorní hry. Zároveň studovala školu pro ženská povolání. V letech 1945–1947 byla angažována v brněnském Svobodném divadle, které bylo v podstatě nástupcem Komorních her. V roce 1947 začala studovat na Státní konzervatoři v Brně. Větší filmové role ztvárnila v Siréně (1947), dále ve filmech Vyšší princip (1960) a Ať žije republika (1965).
Vdala se za filmového režiséra Václava Gajera (1923–1998), s nímž se seznámila při natáčení svého prvního filmu (rozvedli se v roce 1968). Z jejich manželství pochází tři děti. Ve stopách rodičů se vydala nejmladší dcera, herečka Veronika Gajerová (* 1963). Po rozvodu byla manželkou hudebního skladatele Miloše Vacka. Natáčení mimo Brno ji přinutilo přerušit studium herectví a na konzervatoř se již nevrátila. K jevištní praxi se vrátila počátkem 50. let, kdy se stala v letech 1950–1953 členkou souboru Divadelní skupiny Československého svazu mládeže, následně byla pět let angažována v Divadle S. K. Neumanna (1954–1959), kam byla přijata po předchozím pohostinském účinkování. V této době se také příležitostně vracela k filmovému natáčení, v několika filmech různých žánrů vytvořila vedlejší role dívek a mladých žen: Ještě svatba nebyla... (1954), Neporažení (1956) a účast na filmovém zpracování dramatu Vyšší princip (1960).
V roce 1959 byla Naděžda Gajerová přijata jako sólistka činohry do Národního divadla v Praze a zde hrála třicet let až do svého odchodu na penzi v roce 1987. Ve filmu se objevovala pak už jen zřídka. V roce 1962 hrála maminku jednoho z dětských hrdinů ve filmu Anička jde do školy, v roce 1965 hrála ve filmu Ať žije republika. V roce 1971 se objevila v televizi v hudební komedii Sto dukátů za Juana, jinak se ale převážně věnovala divadlu. Zvláště vystupovala ve hře Naši furianti, kterou Národní divadlo hrálo celých šest let. V roce 1982 byl Československou televizí z tohoto představení pořízen záznam. Menší roli hrála také v Kočičí hře s Danou Medřickou v hlavní roli.
V pozdějším věku se věnovala také psaní. Pod svým dívčím jménem Naďa Mauerová publikovala několik próz pro děti. Napsala mj. pohádkovou knihu Děvčátko s koťaty (1979), jakož i libreta k operám svého manžela Jan Želivský (úprava), Bratr Žak, Romance pro křídlovku a Kocour Mikeš. V roce 1997 byla Naděžda Gajerová vyznamenána hereckou cenou Senior Prix.

## Filmové role
- 1947 Siréna (role Růženy)[3]
- 1954 Ještě svatba nebyla...
- 1956 Neporažení
- 1960 Osm hodin vlakem (TV film)
- 1960 Páté oddělení
- 1960 Vyšší princip
- 1961 Skapinova šibalství (TV film)
- 1962 Anička jde do školy
- 1962 Jejich den (TV film)
- 1962 Tvrdohlavá žena a zamilovaný školní mládenec (TV film)
- 1962 Zdravý nemocný (divadelní záznam)
- 1965 Ať žije republika
- 1966 Poprask na laguně (divadelní záznam)
- 1981 Pohádka mého života (divadelní záznam)
- 1982 Kočičí hra (divadelní záznam)
- 1983 Naši furianti (divadelní záznam)